# 小川淳也
小川 淳也（おがわ じゅんや、1971年4月18日 - ）は、日本の政治家、元自治・総務官僚。立憲民主党所属の衆議院議員（7期）、立憲民主党幹事長（第4代）兼総合選挙対策事務総長、同党香川県総支部連合会代表。
総務大臣政務官（鳩山由紀夫内閣・菅直人内閣）、希望の党社会保障制度調査会長、旧立憲民主党代表特別補佐、立憲民主党政務調査会長（第2代）、決算行政監視委員長を歴任した。

## 来歴
香川県高松市松並町に生まれる。両親は美容室を営んでいた。高松市立一宮小学校に入学し、高松市立円座小学校を卒業。高松市立香東中学校、香川県立高松高等学校卒業。1994年3月、東京大学法学部卒業。在学中は港区三田にある香川県の県人寮・香川育英会東京学生寮から通学した。同年4月、自治省（現：総務省）に入省。当時は入省すると最初の赴任先は希望が出せた。小川は「異文化圏に行きたい」「東京から一番遠い場所に行きたい」との思いから沖縄を志望した。財政局調整室での3か月の見習い期間を経たのち、沖縄県庁に赴任。これを機に、高校時代の同級生で幼稚園の教諭をしていた女性と結婚。翌1995年9月、沖縄で米兵少女暴行事件が発生。10月21日に宜野湾市で開かれた、事件に抗議する県民総決起大会に小川は妻と参加。
1996年、地域総合整備財団（通称：ふるさと財団）に出向。1997年、本省に戻り、係長に昇進。「税制改正大綱」のための法律そのものを書く作業を任される。残業は月300時間。毎晩帰りは深夜2時で、官舎のあった千葉県習志野市までタクシーを飛ばす生活が1年半続く。1999年、自治省の外郭団体「自治体国際化協会」のロンドン事務所に赴任。2000年に帰国し、金融庁に出向。
2001年4月、春日井市役所に出向し、企画調整部長に着任。当時仕えた市長の鵜飼一郎に心酔。「政治家として最も強く影響を受けた人の一人」とのちに小川は綴っている。春日井市には2003年3月までいた。大臣官房総務課主査、金融庁信用課課長補佐などを歴任。
官僚として働くことに疑問を抱き始めていた頃、地下鉄日比谷線の広尾駅で、高校の同級生だった朝日新聞記者の鮫島浩と偶然出会う。鮫島は当時、民主党幹事長の菅直人の番記者を務めており、菅と幹事長代理の前原誠司（2001年9月～2002年9月在任）から国政選挙に出ないかと熱心に誘われていたときであった。小川と鮫島はそのまま飲み屋に行き、鮫島が「民主党どう？」と尋ねると小川は出馬に積極的な返事をした。鮫島の紹介で小川は菅と会い、水面下で立候補に向けた準備が進む。
2003年7月3日、総務省を退職。7月4日、民主党香川県連は次期衆院選の香川1区に小川を擁立すると発表した。同年11月9日の第43回衆議院議員総選挙に香川1区から民主党公認で立候補。自由民主党の平井卓也、社民党公認で元職の加藤繁秋、日本共産党新人、無所属新人など4候補を相手に戦い、次点で落選。比例復活もかなわなかった。

### 衆議院議員に初当選
2005年の第44回衆議院議員総選挙に再び香川1区から立候補し、再度、平井に敗れたが、重複立候補していた比例四国ブロックで復活し、初当選した。
2006年1月28日、民主党香川県連代表に就任。同年4月7日の民主党代表選挙に小沢一郎と菅直人が立候補し、小沢が新代表として選出された。この選挙で小川は小沢に投票した。

2009年5月11日、小沢一郎が民主党代表辞任を表明。小沢の辞任に伴う代表選挙（5月16日実施）では岡田克也の推薦人に名を連ねた。同年8月の第45回衆議院議員総選挙では香川1区で平井を破り、初めて小選挙区で当選した（比例復活で平井も当選）。総選挙後に発足した鳩山由紀夫内閣で総務大臣政務官に就任し、菅直人内閣まで務めた。

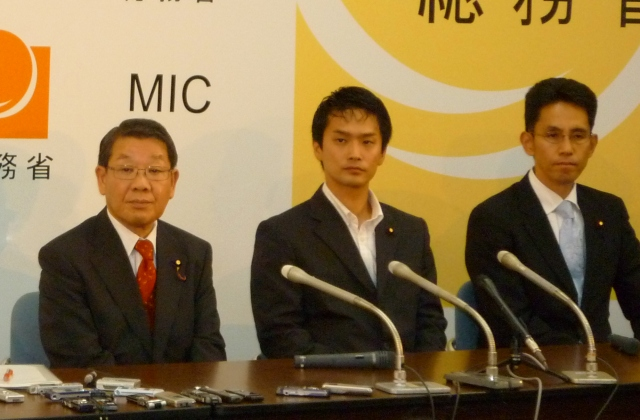
2009年9月24日、総務大臣政務官就任時の記者会見にて（右）

2010年7月11日の参院選香川県選挙区（改選数1）に自民党は全日本空輸従業員の磯﨑仁彦を擁立。民主党・社民党・連合香川は3者共闘で無所属の元高松市副市長の岡内須美子を推薦するも、磯崎が初当選した。7月12日、小川は岡内落選の責任を取り、県連代表を辞任した。
2011年8月26日、菅直人首相が民主党代表辞任を正式に表明。菅の辞任に伴う代表選挙（8月29日実施）では前原誠司の推薦人に名を連ねた。1回目の投票で前原に入れた小川は、決選投票では野田佳彦に入れた。同年12月26日発行の『AERA』の特集「アエラが選ぶ日本を立て直す100人」に選ばれる。
2012年9月の民主党代表選挙では、第2次野田改造内閣の現職閣僚である環境大臣の細野豪志に出馬を要請したが、原発事故担当相でもある細野は福島の復興に引き続き取り組みたい意向を示し、出馬を断念した。
同年12月の第46回衆議院議員総選挙では、香川1区で平井に敗れたが、重複立候補していた比例四国ブロックで復活し、3選。
2014年2月23日、民主党県連の定期大会が開かれ、県連代表の玉木雄一郎の任期満了に伴い、新代表に小川が再び選出された。
同年12月14日の第47回衆議院議員総選挙では、香川1区で平井に敗れたが、重複立候補していた比例四国ブロックで復活し、4選。この選挙で民主党代表の海江田万里が落選。海江田の辞任に伴い2015年1月18日に行われた代表選挙では、元幹事長の細野豪志の推薦人に名を連ねたが、細野は決選投票で岡田克也に敗れた。
2016年3月27日、民主党に維新の党が合流し、民進党が結成。小川は同党県連代表に就任。県連は同年の参院選に向けて候補者擁立を目指したが難航。同年4月、日本共産党公認の党県常任委員の田辺健一を統一候補にする方向で調整に入った。しかし4月25日、民進党県議の岡野朱里子が立候補を表明すると、岡野での一本化に傾いた。党は事務所の立ち上げやポスター掲示などを急ピッチで進めた。全国で野党統一候補の擁立が進む中、共産党中央は、自党候補が皆無なことに態度を硬化。5月16日、小池晃書記局長は「田辺を野党統一候補にすることを実現したい」と述べた。5月19日夕方、小川は岡野に、党として立候補取りやめを決めたことを電話で伝えた。約2時間後、岡野はこれを承諾。翌5月20日、小川と岡野はともに記者会見に臨み、岡野の立候補辞退を正式に発表した。全国に32ある1人区で唯一、香川県選挙区で共産党公認の野党統一候補が立つこととなった。7月10日の参院選で田辺は現職の磯﨑仁彦に大敗。7月11日、小川は県庁で記者会見し、独自候補擁立を断念したことについて謝罪し、県連代表を辞任する意向を表明した。
同年9月15日の民進党代表選挙では前原誠司の推薦人に名を連ねたが、前原は蓮舫に敗れた。
2017年7月27日、民進党代表の蓮舫が、同月の東京都議会議員選挙の結果を受けて辞任を表明。蓮舫の辞任に伴う代表選挙でも小川は前原を支持。9月1日、前原は枝野幸男を大差で破り、代表に選出される。翌9月2日、前原は都内のホテルの一室にこもり、代表選で自陣営の選対本部長を務めた大島敦、小川らと党役員人事案を練り上げた。9月5日、民進党は両院議員総会を開き、前原が提示した役員人事を承認した。小川は役員室長に就任した。

### 希望の党、無所属
2017年9月26日、希望の党代表の小池百合子東京都知事、民進党代表の前原誠司、連合会長の神津里季生は極秘に会談し、第48回衆議院議員総選挙に向けて民進党と希望の党が合流する方向で合意をした。9月28日、民進党は両院議員総会を開き、希望の党への合流を決定。9月29日朝、小川は毎日新聞の取材に応じ、「これだけの一強（自公政権）に対峙することに大義がないとは思わない」と述べ、合流に前向きな姿勢を示した。10月1日、高松市上天神町に選挙事務所を開設。10月2日、「民進党を離党して希望の党に公認申請する」と表明。10月3日、希望の党は小川を含む192人の第1次公認を発表。同日、共産党県委員会の松原昭夫委員長は、前年の参院選で共産党公認の野党統一候補が実現したことに触れ、「小川氏に苦心いただいたことに報いたい」と語った。結局、同党は香川1区において小選挙区導入以来初めて、候補者擁立を見送り、事実上の小川の支援を行った。社民党県連合は前回選まで小川を推薦してきたが、希望の党に移ったため、自主投票とした。
同年10月6日、小池は希望の党の選挙公約を発表。9項目から成る政策集の中で「憲法9条をふくめ憲法改正論議をすすめます」「現実主義に立脚した外交安全保障体制を構築します」と訴えた。安保法制の容認、憲法改正推進などが露わになると、小川は党の公認を受けたにもかかわらず、選挙期間中、「集団的自衛権の行使は違憲の疑いが強い」と主張。山井和則や柚木道義らとともに、小池代表の路線に異論を唱えた。10月15日の集会では、小池が政策協定書への署名を迫ったことについて「踏み絵に使うのは間違っている」と指摘し、10月16日の街頭演説では「小池氏の物言いは『排除』などひどい。私の政治信条は変わらない」と述べた。このため前原は16日の応援演説を急遽キャンセルした。
同年10月22日、総選挙実施。平井に敗れるも、惜敗率97.323％により、希望の党が比例四国ブロックで獲得した1議席に入り、比例復活で5回目の当選を果たした。10月27日、希望の党は両院議員総会を開き、11月1日の首相指名選挙で渡辺周に投票する方針を決める。小川は総会で立憲民主党の枝野幸男にすべきだと、小池を前に演説し、民進党解体を推し進めた前原と袂を分かつことになる。11月10日の希望の党共同代表選挙後の党役員人事では社会保障制度調査会長に就任。
2018年5月7日、民進党と希望の党が合流して新党・国民民主党が結成。同日、小川は県庁で記者会見し、同党には参加せず、当面は無所属で活動すると表明した。
同年9月9日に立憲民主党の院内会派「立憲民主党・市民クラブ」への加入を表明し、翌10日に加入した。また、立憲民主党会派への合流に伴い、同党の幹事長特別補佐に任命された他、同年9月11日、立憲民主党香川県連合の設立とともに顧問に就任した。「立憲民主党・市民クラブ」はのちに「立憲民主党・無所属フォーラム」に改称した。
2020年6月13日、ドキュメンタリー映画『なぜ君は総理大臣になれないのか』が公開。同映画は、2003年の衆議院議員総選挙初出馬以降の小川を撮り続けた大島新監督の作品で、第94回キネマ旬報ベスト・テンで文化映画ベスト・ワンを受賞した。

### 立憲民主党
2020年8月24日、旧立憲民主党の福山哲郎幹事長と旧国民民主党の平野博文幹事長は、野田佳彦が率いる無所属グループの玄葉光一郎、岡田克也が率いる無所属グループの小川と会談。4人は、旧立憲と旧国民が両グループを加えた形で合流新党を結成することで合意した。同年9月10日に行われた新「立憲民主党」の代表選挙では枝野幸男の推薦人に名を連ねた。
2021年6月16日に通常国会が閉会すると、小川はその直後から定期的に小豆島に入った。前回の総選挙で勝利した平井と比例復活の小川との票差は2,183票。そのうち約7割近い1,491票を占めたのが小豆島にある小豆島町と土庄町であった。島での票の取りこぼしは命取りになるため、両陣営とも任期満了が近づくにつれ、島嶼部に大きく力を割くようになった。小川は6月25日から政策秘書を小豆島に常駐させ、500近い事業者を回らせた。自身も7月から毎月、妻と2泊3日の合宿を行い、島民と対話を重ねた。8月上旬、中村喜四郎とともに、自民が強いとされる古くからの主要産業の石材や醬油醸造業界を回った。
また、通常国会閉会後、選挙区内の街頭演説では、聴衆の質問や投げかけに答える「青空集会」というスタイルを貫いた。その中から、6月には、子育て世代の女性を中心とした「小川淳也さんを心から応援する会（略称：オガココ）」が高松市に発足。夏には小川に賛同する写真家やデザイナーが参画するSNSチームが立ち上がり、インスタグラムやYouTubeでの発信支援が始まった。小川も自身のSNSの撮影者に映像作家志望のボランティアらを起用するなど、型にはまらぬ運動を展開した。
同年10月4日夜、岸田文雄首相は記者会見し、総選挙の日程を「10月19日公示、31日投開票」とすることを発表。同日、香川県三木町出身で札幌市在住の元国会議員秘書の町川順子が香川1区からの出馬を決断。10月8日、日本維新の会は香川1区に町川を擁立することを決定。町川がかつて玉木雄一郎の公設第一秘書を務めていたことから、Twitter上で、玉木が町川の擁立に関わったかのような書き込みが目立った。10月10日、玉木はTwitterに「香川1区の維新の候補者擁立について、私は一切関わっていませんし、今後とも関わるつもりもありません」と投稿した。10月12日、四国新聞が「維新新人に出馬断念迫る 香川1区、立民・小川氏」という見出しの記事を配信。10月15日、町川は四国新聞の取材に応じ、自民党の県議から香川3区での立候補を勧められたと明かした。また同日、会見し、正式に出馬表明した。
同年10月19日、第49回衆議院議員総選挙公示。香川1区からは小川、平井、町川の3人が立候補。四国新聞社は、共同通信社が19、20日の2日間実施した電話世論調査に、取材で得た情報を加味し序盤の情勢を分析。10月21日に「小川が先行し、平井が追走」と報じた。10月31日、総選挙実施。投票締め切りの20時直後に朝日新聞は小川の当選確実を報じた。敗れた平井は比例復活で当選した。町川は得票率が8.98％だったため供託金を没収された。
同年11月2日、枝野幸男が党代表の引責辞任を表明。同日、衆院選の当選証書付与式終了後、小川は報道陣の取材に応じ、「私なりの決意、腹は固まっている」などと述べ、代表選挙への立候補に意欲を示した。11月18日、国会内で記者会見し、必要な推薦人20人を確保できたとして、正式に出馬表明した。11月19日、代表選挙が告示され、届出順に逢坂誠二、小川、泉健太、西村智奈美の4人が立候補した。しかしいずれの候補者も当選に必要な過半数のポイントを獲得できる見通しは立たなかった。「泉が1位で決選投票に進む」というのが大方の予測であり、誰が2位に入るかが焦点となった。投票日前日の11月29日、小川の陣営は、自分たちが2位に入るという確信のもと、逢坂・西村両陣営に働きかけ「2～4位連合」を結ぶことで合意した。決選投票の票よみは「小川160ポイント・泉125ポイント」。投票先がはっきりしない19人の国会議員全員が泉に投票しない限り、小川が勝利するという見立てだった。11月30日、代表選挙実施。地方票が伸び悩み、小川は3位に沈んだ。決選投票により泉が代表に選出された。12月1日、泉は党骨格人事を発表。小川を政務調査会長に起用した。12月2日に開かれた両院議員総会で政務調査会長に正式就任。
代表選挙において小川は「青空対話集会」と銘打った集会を有楽町イトシア前で始めた。同集会は投票日前日まで計8回行われるが、泉代表も参加した12月14日の集会からは、泉の意向により、党公認イベントとなった。毎週火曜日に有楽町駅前を中心に開き、12月18日には普天間基地移設問題で揺れる沖縄県名護市で開催した。
同年12月24日、衆院選における小川、平井、町川の攻防を描いたドキュメンタリー映画『香川1区』が公開された。
2022年7月の参院選で立憲民主党が議席を減らしたことで、小川は泉を除く執行部の刷新を主張。8月10日の党臨時常任幹事会で参院選総括が了承され、翌11日に政務調査会長から退く意向を表明した。
2023年5月15日、立憲民主党代表の泉健太はBSフジの報道番組「プライムニュース」に出演した際、次期衆院選について、日本共産党と日本維新の会とは選挙協力を行わないと明言した。共産党は反発。5月22日、立憲民主党との競合を辞さずに小選挙区での擁立を積極的に進める方針を示した。6月16日、小川ら立憲民主党の有志は「野党候補の一本化で政権交代を実現する有志の会」を立ち上げ、記者会見し、泉代表に対し軌道修正を求めた。有志の会の発起人は小川、阿部知子、稲富修二、小沢一郎、鎌田さゆり、菊田真紀子、手塚仁雄、原口一博、松木謙公、谷田川元、柚木道義、湯原俊二ら12人。党所属の衆院議員の半数を超える53人が賛同し、「非泉」の動きが表面化した。
2024年9月に行われた立憲民主党代表選挙では、自身が筆頭副会長を務める党内最大グループの サンクチュアリは、グループの顧問を務める枝野幸男前代表を支援する方針を決めていたものの、小川は代表選挙で野田佳彦元首相の支持を表明し、小川は野田を支持するにあたりけじめをつける形で、グループに退会届を提出した。選挙後の9月24日に、新代表に選出された野田は小川を幹事長に起用すると発表した。一方で野田の人事は他陣営から「露骨な論功行賞だ」との反発も招き、党幹部の一人は小川の党務手腕が未知数なことを念頭に、「（代表代行兼選対委員長に就任した）大串博志氏が幹事長に代わり、党務全般の責任を持つことになる」との見方を示した。
同年10月15日、第50回衆議院議員総選挙が公示され、小川、平井、日本維新の会の町川順子、参政党の小林直美、日本共産党の田辺健一の5人が立候補した。自民党は裏金問題や統一教会問題、10月23日に発覚した非公認候補への2000万円支給問題などで逆風が吹き荒れた。10月27日、総選挙執行。投票締め切りの20時直後に瀬戸内海放送は小川の当選確実を報じ、小川は7期目の当選を果たした。自民党は比例四国ブロックで3議席を獲得。単独1位に登載された村上誠一郎を除く2議席のうち、1番目の惜敗率だった平井が比例復活で当選した。
2025年7月20日夜、第27回参議院議員通常選挙の開票が行われる中、党幹事長としてNHKの番組に中継出演し、躍進の見通しとなっている国民民主党や参政党との連携について「深く敬意を表したい。誠意をもって対応したい」と語った。比例代表の獲得議席は立憲民主党7、国民民主党7、参政党7と横並びの結果だった。

## 政策・主張

### 憲法
- 憲法改正についての各メディアのアンケートの結果は以下のとおり。
  - 2012年 - 毎日新聞社には「反対」と回答[135]。
  - 2014年 - 朝日新聞社には「どちらかと言えば賛成」と回答[136]。
  - 2017年 - 朝日新聞社には「どちらとも言えない」と回答[137]。
  - 2021年 - 朝日新聞社には「どちらかといえば反対」と回答[138]。NHKには「どちらとも言えない」と回答[139]。
  - 2024年 - NHKには「反対」と回答[140]。

- 9条改憲について、2014年の毎日新聞社のアンケートで「反対」と回答[141]。憲法9条への自衛隊の明記について、2021年のアンケートで「どちらかといえば賛成」と回答[139]。

- 2014年7月1日、政府は従来の憲法解釈を変更し、集団的自衛権の行使を容認することを閣議で決定[142]。この閣議決定を評価するかとの問いに対し、同年の朝日新聞社のアンケートで「どちらかと言えば評価しない」と回答[136]。集団的自衛権の行使に賛成かとの問いに対し、同年の毎日新聞社のアンケートで「反対」と回答[141]。

- 憲法を改正し緊急事態条項を設けることについて、2021年の毎日新聞社のアンケートで「反対」と回答[143]。

### 外交・安全保障
- 安全保障関連法の成立について、2017年の朝日新聞社のアンケートで「どちらかといえば評価しない」と回答[137]。

- 「他国からの攻撃が予想される場合には敵基地攻撃もためらうべきではない」との問題提起に対し、2021年のアンケートで「どちらかと言えば反対」と回答[138]。

- 「北朝鮮に対しては対話よりも圧力を優先すべきだ」との問題提起に対し、2021年のアンケートで「どちらともいえない」と回答[138]。

- 普天間基地の辺野古移設について、2012年の毎日新聞社のアンケートで「賛成」と回答[135]。2021年のアンケートで「どちらかと言えば反対」と回答[138]。

- 徴用工訴訟などの歴史問題をめぐる日韓の関係悪化についてどう考えるかとの問いに対し、2021年の毎日新聞社のアンケートで「政府の今の外交方針でよい」と回答[143]。

- 「政府が尖閣諸島を国有化したことを評価するか」との問いに対し、2012年の毎日新聞社のアンケートで「評価する」と回答[135]。

- 日本による過去の植民地支配と侵略を認めて謝罪した「村山談話」の見直し論議について、2014年の毎日新聞社のアンケートで「見直すべきでない」と回答[141]。

- 従軍慰安婦に対する旧日本軍の関与を認めた「河野談話」の見直し論議について、2014年の毎日新聞社のアンケートで「見直すべきではない」と回答[141]。

- 第2次安倍内閣が2013年に提出した特定秘密保護法案は同年12月6日に可決成立した[144]。「こうした法律が日本に必要と思うか」との2014年の毎日新聞社のアンケートに対し、「必要でない」と回答[141]。

- 日本の核武装について、2012年の毎日新聞社のアンケートで「将来にわたって検討すべきでない」と回答[135]。

### 経済
- 日本の環太平洋戦略的経済連携協定（TPP）参加について、2012年の毎日新聞社のアンケートで「賛成」と回答[135]。

- アベノミクスについて、2014年の毎日新聞社、2017年の朝日新聞社のアンケートで「評価しない」と回答[141][137]。

- ベーシックインカムの導入には、2020年5月時点で肯定的[145]。

- 解雇規制の緩和による雇用の流動化に、2014年時点で賛成[146]。

- 2011年に小川は消費税について、2050年までに北欧並みの25%に引き上げる必要があり、相続税も強化する必要があると主張していた[147][148][149]。2018年には消費増税による価格政策と経済政策、そして社会政策と財政政策を3～5年ごとに直接国民の意思を確認すれば、100年後には消費税は100%近い水準になり、それにより社会保障の充実と他の基幹税の簡素化が図れるとの見解を示した[150]。
  - 一方で立憲民主党幹事長就任後の2025年3月には「政治の信頼も高く、投票率も90％で、消費税率25％で、日本がそういう国になるなら一つのモデルとしてありではないかと思ったが、今の政治を前提に増税は1ミリも考えていない」として、消費増税についての自身の発言を事実上撤回した[151]。

- 社会保障制度の再設計について、「高齢者の定義、年金支給年齢を引き上げる」「富裕層への支給抑制」などの案を出しており、「高齢世代から現役世代に資産移転する仕組みを作る」と主張している[152]。

### エネルギー
- 原子力規制委員会の新基準を満たした原子力発電所の再稼働について、2012年の毎日新聞社のアンケートで「賛成」と回答[135]。

- 「原子力発電への依存度について今後どうするべきか」との問題提起に対し、2021年のアンケートで「下げるべき」と回答[139]。

- 2021年11月24日、BS日本『深層NEWS』に立憲民主党代表選挙の候補者4人が出演。「脱炭素社会を実現するエネルギー源として、原発を再稼働するべきか否か」との質問に対し、小川は「3・11当時よりかなり厳格な管理、基準が進んだことを踏まえて、極めて限定的に、やむを得ないことはある」と述べ、限定的な再稼働を容認する立場を明らかにした[153]。

### ジェンダー
- 選択的夫婦別姓制度の導入についての各メディアのアンケートの結果は以下のとおり。
  - 2014年 - 朝日新聞社には「どちらとも言えない」と回答[136]
  - 2017年 - 朝日新聞社には「どちらとも言えない」と回答[137]
  - 2021年 - 朝日新聞社には「どちらかといえば賛成」と回答[138]。NHKには「賛成」と回答[139]。
  - 2024年 - NHKには「賛成」と回答[140]。

- 同性婚を可能とする法改正についての各メディアのアンケートの結果は以下のとおり。
  - 2017年 - 朝日新聞社には「どちらとも言えない」と回答[137]。
  - 2021年 - 朝日新聞社には「どちらかといえば賛成」と回答[138]。NHKには「賛成」と回答[139]。
  - 2024年 - NHKには「賛成」と回答[140]。

- 「LGBTなど性的少数者をめぐる理解増進法案を早期に成立させるべきか」との問題提起に対し、2021年の朝日新聞社のアンケートで「どちらかといえば賛成」と回答[138]。

- クオータ制の導入について、2021年のNHKのアンケートで「どちらかといえば賛成」と回答し[139]、同年の毎日新聞社のアンケートで「賛成」と回答[143]。

### その他
- 安倍内閣による森友学園問題・加計学園問題への対応について、2017年のアンケートで「評価しない」と回答[137]。

- 森友学園への国有地売却をめぐる公文書改竄問題で、2021年5月6日、国は「赤木ファイル」の存在を初めて認めた[154]。しかし5月13日、菅義偉首相はファイルの存在を踏まえた再調査を行わない考えを報道各社に書面で示した[155]。9月の自民党総裁選挙で総裁に選出された岸田文雄も10月11日、衆議院本会議の代表質問で再調査の実施を否定した[156]。国の対応をどう考えるかとの同年の毎日新聞社のアンケートに対し「さらに調査や説明をすべき」と回答[143]。

- 首相の靖国神社参拝について、2014年、2017年の朝日新聞社のアンケートで「反対」と回答[136][137]。

- 「『道徳』を小中学校の授業で教え、子供を評価することに賛成か、反対か」との問いに対し、2014年の毎日新聞社のアンケートで「反対」と回答[141]。

- 永住外国人への地方参政権付与について、2014年の朝日新聞社のアンケートで「どちらともいえない」と回答[136]。

- 朝鮮学校へは無償化を含めた支援が必要と2020年に主張[157]。

- 女性宮家の創設について、2012年の毎日新聞社のアンケートで「賛成」と回答[135]。

## 人物

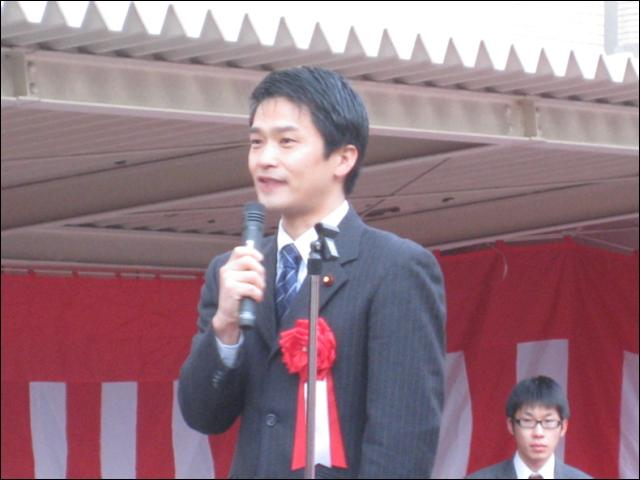
2010年1月1日、郵便事業高松支店の年賀郵便元旦配達出発式での挨拶

### 他の野党との共闘・合併推進
野党共闘を推進する。民進党香川県連代表であった2016年、第24回参議院議員通常選挙香川県選挙区の候補者を共産党の候補者に一本化するため、私有財産制の保障や自衛隊の存続、天皇制の維持や議会制民主主義（政権交代制を前提とする複数政党制）の擁護、ならびにその他の人権の保障などの立場を明確にするための確認書を日本共産党香川県委員会との間で結ぶなど、民進党内の「共産党アレルギー」解消のために尽力した。日本共産党（民共共闘）との共闘については、立憲民主党幹事長特別補佐となった後の2018年12月にも共産党主催の演説会に出席し、「今度こそ本気の野党共闘をやろう」と訴えている。
また、同じく2018年12月、野党共闘に関して「徹底した野党共闘論者であるという自負がある。」「私は立憲が野党共闘を指導する立場になるべきだと考えている。」と主張した文章を毎日新聞に寄稿した。「国民党から共産党までみんなで合併、巨大な中道リベラル政党をこの国に誕生させることができれば、自民党と本気で対抗できる野党を創ることが出来る」と他の野党との合併論者であることを自認し、共産党やれいわ新選組との合併による新党移行を主張している。

### 国会での活動
- 2019年2月4日の衆議院予算委員会で、野党側は、統計不正調査問題をめぐり、安倍政権がアベノミクスに有利な結果が出るよう厚生労働省に圧力をかけたのではないかと追及[164]。小川は立憲民主党の3番手として質問に立った。麻生太郎財務大臣が「役所におられたらおわかりと思いますけれども、圧力をかけたら数字が上がるものでしょうか」と問うと、小川は返す刀で「役所にいたから聞いているんです。この政権は公文書を書き換えさせていますからね。それは具体的に指示したんですか。指示していないのに何でやるんですか、官僚がそんなことを、追い詰められて。そういう政権なんです。そういう体質を持った政権なんだ」と言った[165]。この場面はその日のうちにテレビで繰り返し報道された[166]。選挙区以外では無名だった小川はこの委員会での質問により、「統計王子」の異名でメディアに取り沙汰されるようになった[167]。厚生労働省は同年10月8日、毎月勤労統計について、システムの刷新などを含めた改革の工程表をまとめた[168]。

- 2019年2月18日、安倍晋三首相は衆議院予算委委員会で、米国のドナルド・トランプ大統領をノーベル平和賞に推薦したかどうかを問われた際「コメントは差し控えたい。事実ではないと申し上げているのではない」と答弁し、否定しなかった。野党は安倍の姿勢を一斉に批判。小川が「米中の貿易戦争や自国第一主義、排外主義、（メキシコ国境の）壁の建設。どれ一つとっても推薦はあり得ないし、日本国として恥ずかしい」とただすと、安倍首相は「同盟国の大統領には一定の敬意を払うべきだ」と反論した[169]。

- 2020年東京オリンピック開催中の2021年8月5日の衆議院議院運営委員会において、東京オリンピックを「大運動会」と揶揄し、国内で新型コロナウイルスの感染拡大を招いた一因だと指摘した[170]。

### ロシアのウクライナ侵攻に関する発言
2022年4月23日に行った参院石川補選での立憲民主党候補者の応援演説の際、東側諸国がNATOに加盟した事に対し「プーチン大統領が脅威に感じることも、分からなくもない」とロシアの姿勢に理解を示した。そしてロシアによるウクライナ侵攻停止のためにはウクライナの中立化や東部地域への自治権付与も止むを得ないと述べた。また、アメリカのディック・チェイニー元副大統領がウクライナ及びジョージアへNATO加盟を提案した背景には国防産業と癒着していたためと主張した。また翌24日、フジテレビ系『日曜報道 THE PRIME』に出演した際にはロシアがウクライナ侵攻を行った理由としてブッシュ政権が弾道弾迎撃ミサイル制限条約を撤廃したこと、東欧諸国がNATOに加盟したこと、そしてウォロディミル・ゼレンスキー政権がロシアに対し強行な態度を取ってきたことを一連として述べ、西側諸国及びウクライナ側の外交努力や国際対応の不足が一因であると主張した。

### その他
- 2010年1月、石川知裕衆議院議員（当時）の逮捕を受け、同期当選の議員で構成される『石川知裕代議士の逮捕を考える会』に、政府の一員である総務大臣政務官在任中ながら参加した。1月25日の衆議院総務委員会で自民党の赤澤亮正から「石川知裕代議士の逮捕を考える会のような会に、政府高官、特に総務省の大臣政務が参加することは適切なことか」と追及を受け、「石川さんの逮捕を受けて、その事実関係なり、また、直近まで石川さんとやりとりをしていた同期がいるということも耳にしておりましたので、彼の身の上を心配しながら、ひとまず、公務の合間を縫って、五分でありましたが、冒頭五分、その会議に参加をいたしました」「その場に集った同期同僚諸君の思いはさまざまでございまして、何か一つの固まりとして大きな動きをしようというふうに報じられているとすれば、そこには若干の誤解があるのではないかと私は理解しております」と答弁した[173]。同会には総務大臣政務官の小川の他に、4人の政府関係者（逢坂誠二内閣総理大臣補佐官、大串博志財務大臣政務官、佐々木隆博農林水産大臣政務官、階猛総務大臣政務官）が参加していた。
- 国民民主党代表の玉木雄一郎は高松高校での2学年先輩にあたり、自由民主党議員の薗浦健太郎は1学年後輩にあたる。元朝日新聞記者の鮫島浩は高校での同級生に当たり、小川を紹介して民主党から国政への立候補をさせた[174]。また、小川と玉木と薗浦の三人で食事をしたことがあり、高校時代の思い出から、与野党の国会議員としての意見交換など、さまざまな話をした[175]。この3人は東京大学法学部を卒業したことも共通している。
- 2020年11月17日、発熱があり、PCR検査を受けた結果、新型コロナウイルス感染症（COVID-19）陽性が判明した[176]。
- 2021年10月8日、日本維新の会が次期衆院選の香川1区に元国会議員秘書の町川順子を擁立することを決定[88]。10月12日の『四国新聞』の報道によれば、町川の証言として、小川が町川に電話で「出られたら困る」と伝えるほか、町川の実家を訪れ立候補断念を求めたという[91]。また『毎日新聞』によれば、日本維新の会関係者の証言として、小川は11日、国会内の同党の控室を訪ね、馬場伸幸幹事長に対し、「自分が野党統一候補だ」として町川の擁立を撤回するよう求めたという[177]。日本維新の会の音喜多駿は11日夜、自身のTwitterに、小川が馬場に擁立撤回を求めている場面の写真を投稿。「やはり総理大臣にはなれない！ 維新の会議中にまさかの乱入 事件が勃発」と小川を揶揄する文言を付け加えた[178]。
同月12日、立憲民主党の幹事長である福山哲郎は記者会見で「維新の皆さんが気の悪い思いをされたのだとしたら、おわび申し上げなければいけない」と謝罪した[177]。なお町川は、小川より1日前に自民党県議からも取り下げ要請があったことをのちに明かしている。同月15日、四国新聞の取材に応じた小川は、「私の政治信条では、与野党1対1の対決構図が国民のためだ。悪意を持って切り取られて公表され、非常に一方的だったと感じる。正当な政治活動で、おわびするつもりはない」と述べ、謝罪する考えがないことを示した。同日の会見でも「ことさらおわびするつもりはない」と述べた[179]。同月19日、衆議院解散直後の議員会館で田﨑史郎が取り下げ要請について不同意の考えを小川に伝えると、小川は「お願いするのが間違ってるというのはどういう意味かわからない」と感情を露わにした[180]。
- 2021年11月26日、公開された政治資金収支報告書によると、自身のドキュメンタリー映画『なぜ君は総理大臣になれないのか』の映画券を政治資金で大量購入していた事実が判明した。令和2年度の小川氏の政治団体「東京小川淳也後援会」の収支報告書によると、それぞれ〈映画チケット購入315枚〉47万2500円と〈映画チケット購入15枚〉1万5000円が政治活動費として支出されている。支出先のネツゲンは、小川のドキュメンタリー映画を製作した会社である。また同報告書には、〈機関紙誌の発行その他の事業による収入〉の欄に〈映画チケット販売事業（令和2年10月12日茶話会付き）〉55万円、〈映画チケット販売事業〉7万5000円とある。購入額の合計が48万7500円なので、差し引きすると13万7500円の利益を得た[181]。 小川の事務所は取材に対し「チケットは購入額そのままでお渡ししているので利益は出ていません。収支報告書に『茶話会付き』と明記しています通り、映画鑑賞と併せて茶話会を行ないまして、その実費をここに計上しています。チケット代（の転売）で儲けているわけではありません。」と答えた。

## 議員連盟
- たばこ産業政策議員連盟[182]
- 行政書士制度推進議員連盟[183]

## 選挙歴
| 当落 | 選挙                   | 執行日         | 年齢 | 選挙区      | 政党       | 得票数     | 得票率 | 定数 | 得票順位 /候補者数 | 政党内比例順位 /政党当選者数 |
| ---- | ---------------------- | -------------- | ---- | ----------- | ---------- | ---------- | ------ | ---- | ------------------ | ---------------------------- |
| 落   | 第43回衆議院議員総選挙 | 2003年11月09日 | 32   | 香川県第1区 | 民主党     | 6万2939票  | 39.05% | 1    | 2/5                | 3/2                          |
| 比当 | 第44回衆議院議員総選挙 | 2005年09月11日 | 34   | 香川県第1区 | 民主党     | 9万1461票  | 44.95% | 1    | 2/3                | 2/2                          |
| 当   | 第45回衆議院議員総選挙 | 2009年08月30日 | 38   | 香川県第1区 | 民主党     | 10万9618票 | 52.25% | 1    | 1/4                | /                            |
| 比当 | 第46回衆議院議員総選挙 | 2012年12月16日 | 41   | 香川県第1区 | 民主党     | 6万3114票  | 35.94% | 1    | 2/4                | 1/1                          |
| 比当 | 第47回衆議院議員総選挙 | 2014年12月14日 | 43   | 香川県第1区 | 民主党     | 6万5810票  | 43.95% | 1    | 2/3                | 1/1                          |
| 比当 | 第48回衆議院議員総選挙 | 2017年10月22日 | 46   | 香川県第1区 | 希望の党   | 7万9383票  | 49.32% | 1    | 2/2                | 1/1                          |
| 当   | 第49回衆議院議員総選挙 | 2021年10月31日 | 50   | 香川県第1区 | 立憲民主党 | 9万267票   | 51.00% | 1    | 1/3                | /                            |
| 当   | 第50回衆議院議員総選挙 | 2024年10月27日 | 53   | 香川県第1区 | 立憲民主党 | 8万2549票  | 51.33% | 1    | 1/5                | /                            |

## 著書
- 小川淳也『日本改革原案 2050年 成熟国家への道』光文社、2014年5月16日。ISBN 978-4334977856。
- 小川淳也・中原一歩『本当に君は総理大臣になれないのか』講談社〈講談社現代新書〉、2021年6月20日。ISBN 978-4065230664。

## 出演

### 映画
- なぜ君は総理大臣になれないのか（2020年6月13日公開）
- 香川1区（2021年12月24日公開）[184]
- 劇場版 センキョナンデス（2023年2月18日公開）[113]

### ネット番組
- ポリタスTV（YouTube、2021年8月23日）